# Posoqueria longiflora
Posoqueria longiflora är en måreväxtart som beskrevs av Jean Baptiste Christophe Fusée Aublet. Posoqueria longiflora ingår i släktet Posoqueria och familjen måreväxter. Inga underarter finns listade i Catalogue of Life.